# Love, Laughs and Lather
Love, Laughs and Lather er en amerikansk stumfilm fra 1917.

## Medvirkende
- Harold Lloyd - Lonesome Luke
- Snub Pollard
- Bebe Daniels
- Gilbert Pratt
- Gus Leonard